# Sinohomaloptera kwangsiensis
Sinohomaloptera kwangsiensis är en fiskart som först beskrevs av Fang, 1930.  Sinohomaloptera kwangsiensis ingår i släktet Sinohomaloptera och familjen grönlingsfiskar. IUCN kategoriserar arten globalt som livskraftig. Inga underarter finns listade i Catalogue of Life.